# کنت استفس
کنت استفس (انگلیسی: Kent Steffes؛ زادهٔ ۲۳ ژوئن ۱۹۶۸)  بازیکن والیبال ساحلی اهل ایالات متحده آمریکا بود.